# خوداوردیان
خوداوردیان (زبان ارمنی: Խուդավերդյան), یکی از نام‌های خانوادگی رایج در میان ارمنیان می‌باشد.
- هایکوهی خوداوردیان
- دراستامات خوداوردیان
- تیگران خوداوردیان
- کنستانتین خوداوردیان
- پیش‌نویس:نائیرا خوداوردیان
- آناهیس خداوردیان